# جوزيف جاكوبس
جوزيف جاكوبس (بالإنجليزية: Joseph Jacobs)‏ في الفترة (29 أغسطس 1854 - 30 يناير 1916)، كان فولكلوري وناقد أدبي ومؤرخ وكاتب أسترالي، وهو كاتب في الأدب الإنجليزي، حيث له أعمال بارزة ومنشورة في الفلكلور الإنجليزي. قام بنشر عدد من الحكايات الخرافية التي اشتهرت عالمياً، ومنها جاك وشجرة الفاصولياء، وجولديلوكس والدببة الثلاثة، والخنازير الثلاثة الصغار، وجاك قاتل العملاق.
كما قام بالتحرير على النسخة الإنجليزية من ألف ليلة وليلة، وكليلة ودمنة، وخرافات إيسوب. وقد انضم إلى جمعية الفلكلور في إنجلترا، وأصبح محرراً في مجلة المجتمع فلكلور. كما ساهم أيضاً في الموسوعة اليهودية.

## روابط خارجية
- جوزيف جاكوبس على موقع الموسوعة البريطانية (الإنجليزية)
- جوزيف جاكوبس على موقع ديسكوغز (الإنجليزية)